# 県令
県令（けんれい、正字表記：縣令）は、
1. 秦以降の中国において、県知事にあたる役職[1]。また、その役職を担う人を指す。
2. 日本において、1871年（明治4年）から1886年（明治19年）まで置かれた県の長官。
3. 日本において、地方官官制に基づき県知事が発する命令。地方自治法施行後は、県規則という。

## 中国の県令

### 秦漢
中国において春秋戦国時代から現れた行政制度である郡県制によって県知事にあたる役職が現れたが、役職の名称は一定していなかった。
秦の始皇帝の時代に郡県制が整備され県の上に郡が位置づけられ、郡が上、県が下という統属関係が設けられた。
1万戸以上の県の長を県令、1万戸未満の県の長は県長とした。個々の県令の呼称では、地名の次に「令」をつけた。たとえば長安県の県令は、長安県令ではなく長安令である。県長も同じである。県の軍事・警察行政に関しては県尉が行った。
県の下位には郷、その下に里があった。郷の長は三老と称し、里の長は里正と称した。県令が民政から軍事・警察までに及ぶ行政全般を管轄するのに対し、郷の三老ならびに里の里正は民政のみを管轄した。
```
　州――郡――県―┬県令―┬県丞（副官）
　　　　　　　　　│　　　│
　　　　　　　　　└県尉　├郷―┬三老
　　　　　　　　　　　　　│　　│
　　　　　　　　　　　　　│　　└里――里正
　　　　　　　　　　　　　└亭―┬亭長（農村等の治安・訴訟担当）
　　　　　　　　　　　　　　　　└亭吏（同補佐）

```

## 日本の県令

### 地方長官としての県令
明治4年7月（1871年8月）に行われた廃藩置県により、それまで府藩県となっていた地方制度を府と県に統一し、同年11月27日（旧歴）（1872年1月）の県治条例（太政官達第623号）により、県の長官の名称を知県事から県令（政府における官等が四等官の者）あるいは権令（同五等官の者）に改称する一方、東京・京都・大阪の3府についてはそのまま知事という名称が使われた。職務については管内の行政事務全般を主掌した。明治19年（1886年）の地方官官制により知事と改められた。

### 地方法令としての県令
明治19年（1886年）制定の地方官官制（明治19年勅令第54条）第3条により、知事が発する命令。規定上は「府県令」を発するとあるが、実際の制定では、府の場合は、「府令」、県の場合は「県令」となる。地方官官制（明治23年10月11日勅令第225号）では、第10条、地方官官制（明治26年10月31日勅令第162号） では、第7条、地方官官制（明治38年4月19日勅令第140号） では、第7条、地方官官制（大正2年6月13日勅令第151号）では、第5条、地方官官制（大正15年6月4日勅令第147号）では、第6条、と規定は変遷するが同じ内容で規定された。地方自治法施行により、地方自治法施行規程（昭和22年5月3日政令第19号）第2条の規定により、県の規則と同一の効力を有するものとされた。